# Grant Hanley
Grant Campbell Hanley, född 20 november 1991, är en skotsk fotbollsspelare (försvarare) som spelar för Birmingham City och det skotska landslaget.

## Karriär
Den 30 augusti 2017 värvades Hanley av Norwich City, där han skrev på ett fyraårskontrakt. Hanley debuterade den 9 september 2017 i en 1–0-vinst över Birmingham City, där han byttes in på övertid mot James Maddison. Inför Norwich City återkomst i Premier League säsongen 2021/2022 förlängde Hanley sitt kontrakt i klubben med fyra år.
Den 17 januari 2025 värvades Hanley av League One-klubben Birmingham City, där han skrev på ett halvårskontrakt.